# The Swamp Meat Intoxication
| Recensione | Giudizio |
| ---------- | -------- |
| AllMusic   |          |

The Swamp Meat Intoxication è l'unico album in studio del supergruppo italiano Circus of Pain, formato da membri dei Meathead e degli Swamp Terrorists, pubblicato nel 1994.

## Tracce
1. Remove My Skin (Butt Mix)
2. Dick Smoker (Swamp Remix)
3. Remove My Skin (FM#0050)
4. Right Here (Meat Remix)
5. Remove My Skin (Paolo F. Remix)
6. Rreemmoovvee Mmyy Sskkiinn (FM#0050)
7. Butt ... What?
8. Diameter (Edited By Kowp)